# Diglyphomorphomyia nexius
Diglyphomorphomyia nexius är en stekelart som först beskrevs av T.C. Narendran 2004.  Diglyphomorphomyia nexius ingår i släktet Diglyphomorphomyia och familjen finglanssteklar. Inga underarter finns listade i Catalogue of Life.